# Maria Ballester i Jiménez
Maria Ballester i Jiménez és una política catalana.
Llicenciada en Filosofia i Lletres, Diplomada en Estudis Avançats (DEA) en ètica i filosofia política per la Universitat de Barcelona. De 1998 a 2004 fou investigadora i coordinadora d'activitats a l'Institut de Tecnoètica - Fundació EPSON. De 2004 a 2008 va treballar a la Secretaria de Telecomunicacions i Societat de la Informació de la Generalitat de Catalunya. Actualment treballa a M1TV. És regidora a l'Ajuntament d'Arenys de Munt. A les eleccions al Parlament de Catalunya de 2017 fou escollida candidata per la Candidatura d'Unitat Popular.